# 坪口昌恭
坪口 昌恭（つぼぐち まさやす、1964年12月3日 - ）は、日本のジャズミュージシャン、ピアノ、キーボード奏者、作曲家。福井大学工学部応用物理学科卒業。尚美学園大学音楽表現学科ならびに同大学院音楽表現専攻 ジャズ&コンテンポラリー分野 教授。

自己のグループ『坪口昌恭PROJECT』（1989年～1998年）や、『TZBO LABO』（1995年～1999年）、菊地成孔とのエレクトロ・ジャズユニット『東京ザヴィヌルバッハ』(1999年〜)、『Ortance』(2018年〜)で活動している。

## 人物
牧歌性と都会性、アバンギャルドとオーソドックス、冷静かつ大胆といった相反する要素を兼ね備え、希有のバランス（アンビバレンス）感覚を持ち味として、様々なライブやレコーディングに携わり、 “現在進行形のジャズ”を担う存在として、音楽シーンの注目を浴びている。
両親は「福井ソアーベ児童合唱団」を主宰していた坪口純朗（2012年死去）と坪口晴美（2023年死去）。実弟は東方神起や倖田來未などのサポートドラマーを務める高尾俊行。

## 経歴
両親が音楽教師という環境で福井県で生まれ育ち、大阪に移住してからの小学時代は合唱とピアノ、中学／高校時代は吹奏楽部でフレンチ・ホルンを演奏。中学時代より仲間とバンドを組み、耳コピーに励み、コードネームによる自由かつリズミックな演奏に開眼、オーディオやシンセサイザーにも興味を持つ。高校時代は独学で、吹奏楽やビッグバンドのアレンジをおこなう。高校3年から福井に戻り、大学時代よりセミプロとして、イベント演奏、音楽制作、キーボード講師に励む。
1987年に上京、各種音楽制作をおこなう一方で、オリジナルなジャズを追求し新宿PIT INNを中心に活動。声楽家丹羽勝海氏のリサイタルに向けて委嘱組曲を2年にわたり作曲／演奏。
1991年4月より尚美学園短期大学の専任講師となり音楽情報学科に所属。2000年に四年制大学に改組してからは音楽表現学科ジャズ＆ポップスコース（大学院ジャズ＆コンテンポラリー分野）に所属し、バリー・ハリス・メソッドを独自に解釈し後進の指導に当たっている。
1995年〜1998年、植村昌弘(Drums)率いる『P.O.N.』に参加（1995年、旧東ドイツツアー）。
1999年より菊地成孔と共に立ち上げたエレクトロ・ジャズユニット『東京ザヴィヌルバッハ』を主宰。ジャズを中心に据えつつもアフリカ音楽やコンピュータ／電子楽器とも融合した斬新な音楽性をアピール。
2005年秋より、NY在住トロンボーン奏者Scott Reeves氏との共演を始める。以降、双頭ユニットとして東京、NewYorkで活動を続けている。
2011年、映画『Lily』（中島央監督作品）の劇中音楽を担当。DAWを駆使したソロ作品。
2012年と2013年に「東京ザヴィヌルバッハ」ソロ名義でニューヨーク公演。
2013年より伊藤ゴローの作品に参加、その流れで原田知世のアルバムやツアーに参加。
2014年〜18年、『TZBOLABO』と題したワークショップを荻窪Velvetsunにて毎月最終金曜日に開催。
2015年頃まではサイドマンとしても菊地成孔と共に活動することが多く、『DCPRG (Date Course Pentagon Royal Garden)』には初期から参加。
『菊地成孔DubSeptet』『HOT HOUSE』『菊地成孔SOLO（Jazzy Hip Hop）』のピアニストとしても活動。
2015年より、DJ大塚広子監修、守家巧(Bass)率いる『RM jazz legacy』の主要メンバーとして、全ライブ、レコーディングに参加。
2016年、アニメ『ReLIFE』の劇中音楽を担当。共演者は芳垣安洋(Dr,Per)、菊地成孔(Sax)、小林豊美(Fl)、上田麗奈(Voice)
2018年3月、ギタリストの西田修大、ドラマーの大井一彌というフィールドの異なる若手ミュージシャンとタッグを組んだ『Ortance』始動。ジャズの作法を封印することでジャンルレスな自由を獲得。坪口が音楽の道筋を提示し、西田のエフェクティブなギター、大井のマンマシーンな魅力により、独自のサウンドスケープで深層心理に迫る。
2019年6月、『Ortance』の1st Album『ESCARGOT』をリリース。
2021年、数年前より共演を続けていたジャズ・ヴォーカリストakikoとのコラボが活性化し、シリーズ音源としてLove Theme from ‘Spartacus’、The Transformer、花笠音頭、Funkin' for Jamaica、Love Theme from ‘Spartacus’ [Clear Day Mix]の5トラックを発表。アナログEPでも発売。
同年8月、『Ortance』名義で丸の内のコットンクラブに出演。ゲストに歌手のermhoiを迎える。
11月には、『東京ザヴィヌルバッハ・リユニオン』名義でブルーノート東京に出演。
2023年6月、『Ortance』の2nd Album『SCENERY』をリリース。同年8月にCDリリースライブを、2024年11月にはVinylリリースライブを、いずれも表参道WALL & WALLにて開催。
2024年10月、Marty Holoubek(B)、守真人(Dr)とのピアノトリオ『坪口昌恭TRIO MⅢ』で大分iichikoホール〜岡山〜京都〜名古屋ツアーを敢行。それに合わせてアルバム『踊絵 -ODORIE-』をリリース。
新宿PIT INNにて3日間にわたる「つぼぐち祭り」を3月に開催するのが恒例となっており、2025年はOrtance、坪口昌恭Textures、山下洋輔とのDUOで出演。

## 主な作品

### ソロ作品
- VIGOROUS (イーストワークスエンタテインメント, NewYork録音。2005年7月)
- ANDROGRAFFITI (イーストワークスエンタテインメント, NewYork録音。2006年1月)
- Abyssinian...Solo Piano (Airplane Label, 2010年10月)
- A Cat On Modular (モジュラーシンセサイザーとボコーダーによる作品。Mori Records, 2013年9月)

### 坪口昌恭Project
- M.T.Man (ART UNION, 1995年9月。2011年Airplane Labelより再流通)
- 東京の宇宙人 (VIVID SOUND CORPORATION, 1997年08月)

### Masayasu Tzboguchi Trio
- Radio-Acoustique (ピアノトリオのリミックス作品。Flyrec, 2006年6月)
- 踊絵 -ODORIE-（坪口昌恭TRIO MIII。APOLLO SOUNDS, 2024年12月）

### 東京ザヴィヌルバッハ
- ライブ・イン・東京（自主制作盤, 2001年2月）
- Hamlet on the Highway（自主制作盤, 2001年6月）
- Cool Cluster（イーストワークスエンタテインメント, 2002年4月）
- Vogue Africa（イーストワークスエンタテインメント, 2003年3月）
- a8v(on the Earth)（イーストワークスエンタテインメント, 2004年8月）
- Vogue Africa "Naked"（イーストワークスエンタテインメント, 2006年1月）
- SWEET METALLIC（イーストワークスエンタテインメント, 2008年4月）
- AFRODITA（坪口昌恭ソロ作品、Airplane Label, 2012年10月）
- Change Gravity（東京ザヴィヌルバッハ・スペシャル名義、APOLLO SOUNDS, 2014年4月）
- Switchover Gravity（東京ザヴィヌルバッハ・スペシャル名義、APOLLO SOUNDS, 2014年10月）
- 20th Anniversary Live（東京ザヴィヌルバッハ・リユニオン名義、APOLLO SOUNDS, 2020年7月）

### Best Album
- A Figure of Masayasu Tzboguchi（APOLLO SOUNDS, 2019年5月）

### Ortance
- ESCARGOT（APOLLO SOUNDS, 2019年6月）
- SCENERY（APOLLO SOUNDS, 2023年6月）

### アニメ
- ReLIFE（2016年）

### TV／映画音楽
- NHKいないいないばあっ!「段ボールダンちゃん」乗り物編の音楽をピアノで作曲／演奏（2003年〜2006年までの4年間で30曲制作）
- Lily (中島央監督作品。完全ソロによるエレクトロニカ作品全21曲。2011年4月)

### 菊地成孔関連
＜バンド、ユニット＞
- ペペ・トルメント・アスカラールを除くほとんどのユニットや作品（DCPRG、2001年以降のSPANK HAPPY、Degustation A Jazz、UA×菊地成孔、Dub Sextet、HOT HOUSE、etc.）に参加。

＜映画＞
- 映画『大停電の夜に』OST／菊地成孔　2005/11/19発売
- 『ソラノ』OST／菊地成孔　2006/2/8発売

＜TV BGM＞
- 爆笑問題「日本の教養」2008年
- NHK土曜ドラマ「チェイス」の劇伴音楽　2010/4月
- 「LUPIN the Third～峰不二子という女〜」の劇伴音楽　2012年4月から6月

### 主なゲスト参加作品
- A.M.／ミズモトアキラ（「Le Vanquet」にMiniMoogとClavinetで参加）　2002/9/27発売
- SILLY WAKE／パードン木村（「Talking Waltz」にボコーダーで参加）　2004/3/5発売
- BRIGHTEN OURS FROM THE REMIXES／『riddim saunter』リミックスアルバム（坪口昌恭TRIOにて「INTRO」を演奏／リミックス）　2008/3/23発売
- plug／mophONE（「kahcc bowy 8」に各種キーボードで参加）　2008/11/5発売
- ミカイセカイ／昆野立（「Apollo」にボコーダーとモジュラーシンセサイザーで参加）　2010/10/6発売
- on forgotten potency／菊地雅晃（ボコーダー、オルガン、シンセサイザーで全曲に参加）　2012/12/26発売
- TYU／超即興×坪口昌恭（吉田達也、内橋和久のユニットにゲスト参加した即興ライブ音源）　2016/9/13発売
- 坂田明×triple edge（Full Design Records, 2019年6月）
- Live At PIT INN（坂田明×triple edge、Full Design Records, 2020年10月）
- Cyprus Typhoon（Full Design Records, 2020年11月）
- hammon／菊地雅晃STARMAINE（エレピ、オルガン、シンセサイザーで全曲に参加）　2023/8/26発売

### 主なサポートワーク
- くちびるの神話／ビビアン・スー（デビューシングルに、エレピとオルガンで参加）　1995年発売
- Li-La／高橋洋子（「NOEL」にピアノで参加）　1997年発売
- キョロちゃんの絵描き歌／栗原正己（エレピで参加）　2000年発売
- アバンダンド・ソングス・フロム・ザ・リンボ／Ahh! Folly Jet（「ハッピーバースデー」にエレピとシンセブラスで参加）　2000年発売
- SONIC SPEAR／仙波清彦SEMBA SONIC SPEAR（「Mbolo」にエレピで参加）　2003/2/10発売
- The Unknighted nations／RASA（2曲にエレピ、ピアノで参加）　2003/2/21発売
- 月ノ涙／織田哲郎（坪口昌恭TRIOで参加）　2007/11/14発売
- キューティーハニー（21st century ver.）／前川陽子（「魔女っ子メグちゃん」アレンジ／演奏）　2008/2/27発売
- AGATSUMA PLAYS STANDARDS／上妻宏光（全11曲中7曲のサウンド・プロデュース）　2008/10/8発売
- CHAIN／BONNIE PINK（「Let It Snow」にピアノで参加）　2008/11/26発売
- UTADA HIKARU SINGLE COLLECTION VOL.2／宇多田ヒカル（「Hymne a l'amour〜愛のアンセム〜」にFender Rhodesで参加）　2010/11/24発売
- 正しい相対性理論／相対性理論 (バンド)（「QHPMAS」にマニピュレート／キーボードで参加）　2011/4/27発売
- Koizumi Chansonnier／小泉今日子（「大人の唄」にピアノで参加）　2012/10/24発売
- CAFÉ BLEU SOLID BOND／naomi & goro（3曲にピアノ参加）　2013/3/6発売
- Getz/Gilberto+50／伊藤ゴロー（4曲にピアノで参加）　2013/6/19発売
- DELICIOUS ～JUJU's JAZZ 2nd Dish～／JUJU（「Misty」にピアノで参加）　2013/6/26発売
- 恋愛小説／原田知世（4曲にピアノ、フェンダーローズで参加）　2015/3/18発売
- 守家巧／Espoir（5曲にピアノで参加）　2016/10/19発売
- RM jazz legacy／RM jazz legacy（全曲にピアノ、フェンダーローズ、オルガンで参加）　2015/12/16発売
- RIO, TEMPO／naomi & goro（2曲にエレピで参加）2016/3/9発売
- 恋愛小説2--若葉のころ／原田知世（4曲にエレピ、クラビ、オルガン、ウーリッツアー、ピアノで参加）　2016/5/11発売
- Elemental Harmony／akiko（Disc3 [fire]の「Fever」にピアノ、モジュラーシンセ、エフェクトで参加）　2016/6/22発売
- 映画「俳優　亀岡拓次」／大友良英（DVD特典サントラCD「カメタクノオト」にオルガンやシンセで参加）　2016/8/24発売
- Two of Us／東方神起ReMix（伊藤ゴローによる「Baby Don't Cry」にフェンダーローズで参加）　2016/10/5発売
- RM jazz legacy／2（全曲にピアノ、フェンダーローズで参加）　2016/12/21発売
- 音楽と私／原田知世（5曲にピアノ、ウーリッツアー、フェンダーローズ、オルガンetc.で参加。「天国にいちばん近い島」は原田とのDUO）　2017/7/5発売
- めたもるシティ／けもの（「フィッシュ京子ちゃんのテーマ」トラック制作をはじめ8曲にキーボード、マニピュレートで参加）　2017/7/19発売
- 守家巧／FAMILY（2曲にピアノとフェンダーローズで参加）　2017/12/13発売
- Blu-ray／DVD「tomoyo harada 35th anniversary tour in tokyo 2017」／原田知世（11月28日渋谷Bunkamuraオーチャードホールでのファイナル公演）　2018/4/4発売

- Original Loveデビュー30周年「What a Wonderful World with Original Love?」にて、原田知世「朝日のあたる道 」（伊藤ゴローProduce）にシンセで参加。2021/9/29発売
- 崎山蒼志の「しょうもない夜」にOrgan／Piano／エレピで参加。2023/12/22、同日公開のMV（江田監督）にもジャズピアニスト役で出演。

### 音楽雑誌等への執筆（連載）
- 「超パノラミック・コードワーク発想法」キーボードマガジン（2002年3月号〜2004年6月号、全28回連載）
- 「コード着せ替え自由自在〜理論も身に付くリハーモナイズ道場」キーボードマガジン（2009年夏号〜2012年夏号、全13回連載）
- 「坪口昌恭のTable of the elements」TOWER RECORDSフリーマガジンintoxicate（2012年2月〜　隔月連載）

### 研究論文
- 坪口昌恭「バリー・ハリス・ビバップ・メソッドの実践と応用」『尚美学園大学芸術情報研究』第28巻、尚美学園大学芸術情報学部、2018年3月、21-39頁、ISSN 1882-5370、CRID 1050001202931929728。
- 坪口昌恭「アフリカ音楽分析 : ジャズのルーツとしてのポリリズムと音律 (音楽表現学科特集号)」『尚美学園大学芸術情報学部紀要』第6巻、尚美学園大学芸術情報学部、2004年12月、71-87頁、ISSN 1347-1023、CRID 1050001338459000064。
- 坪口昌恭「ポリリズム研究 : アフリカ音楽におけるポリリズム分析」『尚美学園短期大学研究紀要』第10巻、1996年3月、147-167頁。

### 書籍
- 神曲のツボ！「カッコいい」の構造分析（アルテスパブリッシング、2022年7月25日）【単著】
- キーボード・スタディ＜入門からプロの奏法・アドリブまで＞上・下巻（東亜音楽社、1998年4月）鶴原勇夫/竹内誠/坪口昌恭【共著】
- 音楽がわかるソルフェージュ―知ってる歌からエントリー（音楽之友社、1998年4月）山崎岩男/門田幸久/竹内誠/坪口昌恭【共著】